# Zespół Szkół Rolniczych w Prudniku
Zespół Szkół Rolniczych w Prudniku (popularnie – Rolnik) – zespół szkół z siedzibą w Prudniku.
Najstarsza szkoła o profilu rolniczym na terenie województwa opolskiego.

## Historia Zespołu Szkół Rolniczych w Prudniku
- 1946 – 1 lutego Państwowe Koedukacyjne Gimnazjum Rolnicze
- 1946 – 2 września nadanie szkole 27 hektarów pola
- 1975 – nadanie nazwy Zespół Szkół Rolniczych
- 1981 – ZSR Wicemistrzem Polski Szkół Rolniczych w siatkówce chłopców
- 1983 – ZSR Mistrzem Polski Szkół Rolniczych w koszykówce chłopców
- 1991 – ZSR Wicemistrz Polski Szkół Rolniczych w koszykówce chłopców
- 1994 – organizacja przez szkołę XII Centralnego Zlotu Szkół Rolniczych
- 2009 – luty, oddanie do użytku pracowni gastronomiczno–hotelarskiej
- 2011 – 1 września przyłączenie do Zespołu Szkół Rolniczych II Liceum Ogólnokształcącego im. Stefanii Sempołowskiej
- 2012 – ZSR w Prudniku zajmuje 4 miejsce w Mistrzostwach Polski w koszykówce chłopców.

## Kierunki kształcenia
Technikum klasy o profilu:
- Technik ekonomik
- Technik hotelarz
- Technik mechanizacji rolnictwa i agrotroniki
- Technik obsługi turystycznej
- Technik architektury krajobrazu
- Technik żywienia i usług gastronomicznych
- Technik agrobiznesu
- Technik rolnik z elementami pszczelarstwa
- Technik turystyki wiejskiej
- Technik hodowli koni.

Liceum klasy o profilu:
- sportowym
- mundurowym
- resocjalizacji z elementami bezpieczeństwa wewnętrznego.

## Rankingi
W ostatnich latach technikum ZSR zajmowało następujące miejsca w rankingach miesięcznika Perspektywy:
- 2015 – 300+ miejsce w kraju, 25. miejsce w woj. opolskim[1]
- 2017 – 248. miejsce w kraju, 12. miejsce w woj. opolskim (Brązowa Szkoła)[2]
- 2018 – 269. miejsce w kraju, 14. miejsce w woj. opolskim (Brązowa Szkoła)[3]
- 2019 – 500+ miejsce w kraju, 19. miejsce w woj. opolskim[4]
- 2020 – 203. miejsce w kraju, 8. miejsce w woj. opolskim (Srebrna Szkoła)[5]
- 2021 – 265. miejsce w kraju, 13. miejsce w woj. opolskim (Srebrna Szkoła)[6]
- 2022 – 500+ miejsce w kraju, 26. miejsce w woj. opolskim[7]
- 2023 – 226. miejsce w kraju, 10. miejsce w woj. opolskim (Srebrna Szkoła)[8]
- 2024 – 500+ miejsce w kraju, 19. miejsce w woj. opolskim[9]
- 2025 – 216. miejsce w kraju, 8. miejsce w woj. opolskim (Srebrna Szkoła)[10]

## Absolwenci
- Jan Kuryszko
- Rudolf Mrugała
- Zbigniew Rektor
- Michał Szepelawy
- Stanisław Szozda
- Grzegorz Kaliciak.